# Galium wrightii
Galium wrightii är en måreväxtart som beskrevs av Asa Gray. Galium wrightii ingår i släktet måror, och familjen måreväxter. Inga underarter finns listade i Catalogue of Life.